# Oithona colcarva
Oithona colcarva is een eenoogkreeftjessoort uit de familie van de Oithonidae. De wetenschappelijke naam van de soort is voor het eerst geldig gepubliceerd in 1975 door Bowman.